# Zorn (álbum)
Zorn é o quarto álbum da banda alemã Maerzfeld. Foi lançado no dia 4 de outubro de 2019.
Em "Zorn", a banda aprimorou ainda mais seu estilo, com um som mais focado nas baterias e riffs pesados.
Comparado a "Ungleich", o álbum é totalmente inovador, deixando um pouco de lado os sintetizadores, que nos álbuns anteriores tinham mais espaço.
O álbum traz um cover da música "Zeig mir die Nacht", da banda de Neue Deutsche Welle Münchener Freiheit.

## Temática
A faixa-título do álbum ("Zorn" = Raiva em alemão) trata sobre a fúria do homem e como isso pode afetar sua mente. Outros temas são tratados como a avareza e egoísmo em "Reich", o sentimento de alegria e tristeza que uma paixão podem causar em "Bittersüß", fanatismo religioso em "Flammenhände", entre outros.

## Lista de Faixas
| N.º            | Título                                             | Duração |  |
| 1.             | "Zorn"                                             | 4:02    |  |
| 2.             | "Ohrblut"                                          | 3:55    |  |
| 3.             | "Die Sünde lebt"                                   | 3:29    |  |
| 4.             | "Schwarzer Schnee"                                 | 4:11    |  |
| 5.             | "Reich"                                            | 3:38    |  |
| 6.             | "Bittersüß"                                        | 3:52    |  |
| 7.             | "Einer wie alle"                                   | 3:52    |  |
| 8.             | "Flammenhände"                                     | 4:53    |  |
| 9.             | "Menschling"                                       | 4:06    |  |
| 10.            | "Die Welt reißt auf"                               | 3:26    |  |
| 11.            | "Zeig mir die Nacht" (Cover de Münchener Freiheit) | 3:47    |  |
| Duração total: | Duração total:                                     | 43:12   |  |